# Linda Darnellová
Monetta Eloyse Darnellová (16. října 1923 Dallas – 10. dubna 1965 Chicago) byla americká herečka a modelka.

## Životopis
Narodila se 16. října v Texaském městě Dallas jako první z pěti dětí poštovního úředníka Calvina Roy Darnella a Margaret Darnellové (rozené Brownové). Matka jí velmi povzbuzovala a věřila, že se stane slavnou herečkou. Už v roce 1934 ve svých 11 letech byla vybrána, aby dělala modelku pro nové účesy a o dva roky později začala vystupovat i v divadle. Během toho všeho studovala na střední škole Sunset High School.
V listopadu 1937 ji objevil hledač talentů od studia 20th Century Fox a v únoru 1938 přijela do Hollywoodu. Filmová studia ji však odmítla, jelikož byla příliš mladá (bylo jí teprve14 let). Linda se stejně chtěla původně stát pouze divadelní herečkou, ale poté co jí studia Fox nakonec nabídla roli, souhlasila a odstěhovala se do Hollywoodu.
Jejím prvním filmem se stal Hotel for Woman (1939), kde nahradila Lorettu Youngovou, která požadovala vyšší plat, a kterého se jí od studií nedostalo. Hned po premiéře Linda sklidila velký úspěch i u kritiků a už v 15 letech se tak stala filmovou hvězdou (studia jí však uvedla jako devatenáctiletou).
Dál měla ve své kariéře pokračovat filmem Drums Along the Mohawk (1939), avšak byla nahrazena jinou herečkou. To samé se opakovalo i ve filmu Johnny Apollo (1940), kde byla nahrazena Dorothy Lamourovou. Linda se však nenechala odbýt a zahrála si aspoň v romantické komedii Day-Time Wife (1939), po boku svého oblíbence Tyrone Powera. Časopis Life tenkrát uvedl, že to je prý „fyzicky nejdokonalejší dívka v Hollywoodu“.
Další slávu jí přinesla komedie Star Dust (1940) a studio s ní také revidovalo smlouvu, takže začala vydělávala 200 dolarů týdně. V květnu 1940 byla poprvé obsazena do velkorozpočtového filmu Brigham Young, kde hrála také po boku Tyrone Powera. Film se stal nejdražším produkovaným filmem studia Fox vůbec a z Lindy a Powera se stal vysoce medializovaný filmový pár. Spolu si zahráli ještě v mnoha dalších filmech jako Zorro Mstitel (1940), či Krev a písek (1941).
Po tomto filmu se jí znovu přestalo dařit a začala být v rolích opět nahrazována jinými herečkami (Betty Grableovou, Claudette Colbertovou či Anne Baxterovou). Na nějakou dobu se proto přestala věnovat filmu, začala pracovat pro červený kříž a prodávala válečné dluhopisy.
Již v roce 1942 se však vrátila k herectví, ale stále byla přehlížena a nahrazována. Také byla už otrávena většinou kritiků, kteří chválili spíše jen její krásu, než herecké schopnosti. Zlom v její kariéře však nastal poté, co hrála naprosto odlišnou roli od těch dosavadních ve filmu Summer Storm (1944). Po tomto filmu začala být opět o něco žádanější avšak stále jí v několika filmech nevyhověli.
Dne 18. dubna 1943 se v 19 letech provdala za 42 letého kameramana Peverella Marleyho, který byl navíc velký alkoholik. jelikož spolu nemohli mít děti, adoptovali v roce 1948 dceru Charlotte Mildred Marley (*5. ledna 1948).
V roce 1946 získala hlavní roli v historickém dramatu Věčná Ambra, což byl další nejdražší snímek v produkci studia Fox. Film byl však pro většinu kritiků zklamáním a uznání Lindě také nepřinesl. Navíc musela před natáčením držet přísné diety, z čehož byla velmi vyčerpaná, při natáčení několikrát zkolabovala a zůstaly ji trvalé následky.
Po úspěšných filmech Nevěrně tvá (1948) a Dopis třem manželkám (1949) se konečně stala jednou z nejžádanějších hereček a mohla si své role i vybírat. Dokonce se očekávalo, že za Dopis třem manželkám vyhraje Oscara. To se jí však nepovedlo a po dalším filmu Slattery's Hurricane (1949), začala její kariéra znovu pomalu upadat.
Její pozdější filmy už nebyly nijak výjimečné, pár rolí sama odmítla a začala se utápět v alkoholismu stejně jako její manžel.
Dne 21. března 1951 také odešla od studia Fox a doufala, že o ni projeví zájem ostatní studia. Natočila však pouze jediný film pro Universal Studios a pár filmů v italské produkci. Po návratu do Ameriky zjistila, že má ztvárnit hlavní roli ve filmu Bosonohá komtesa (1954), role však byla nakonec přidělena Avě Gardnerové.
V roce 1955 se vrátila ke Studiu Fox, které se začalo soustředit na televizní produkci a počátkem roku 1965 se Linda vrátila i do divadla.
Zemřela 10. dubna 1965 na popáleniny, které utrpěla při požáru domu své sekretářky kde bydlela. Měla popáleniny na 80 % těla a doktoři z Chicagské nemocnice Cook County Hospital ji už nedokázali zachránit.

## Filmografie

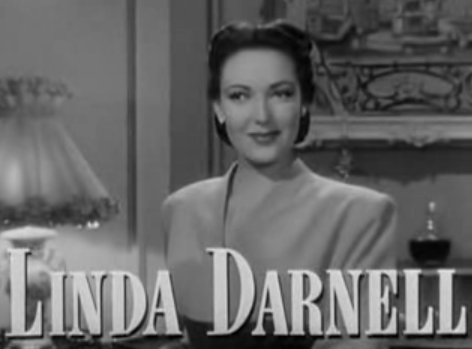
Linda Darnellová ve filmu Dopis třem manželkám (1949)

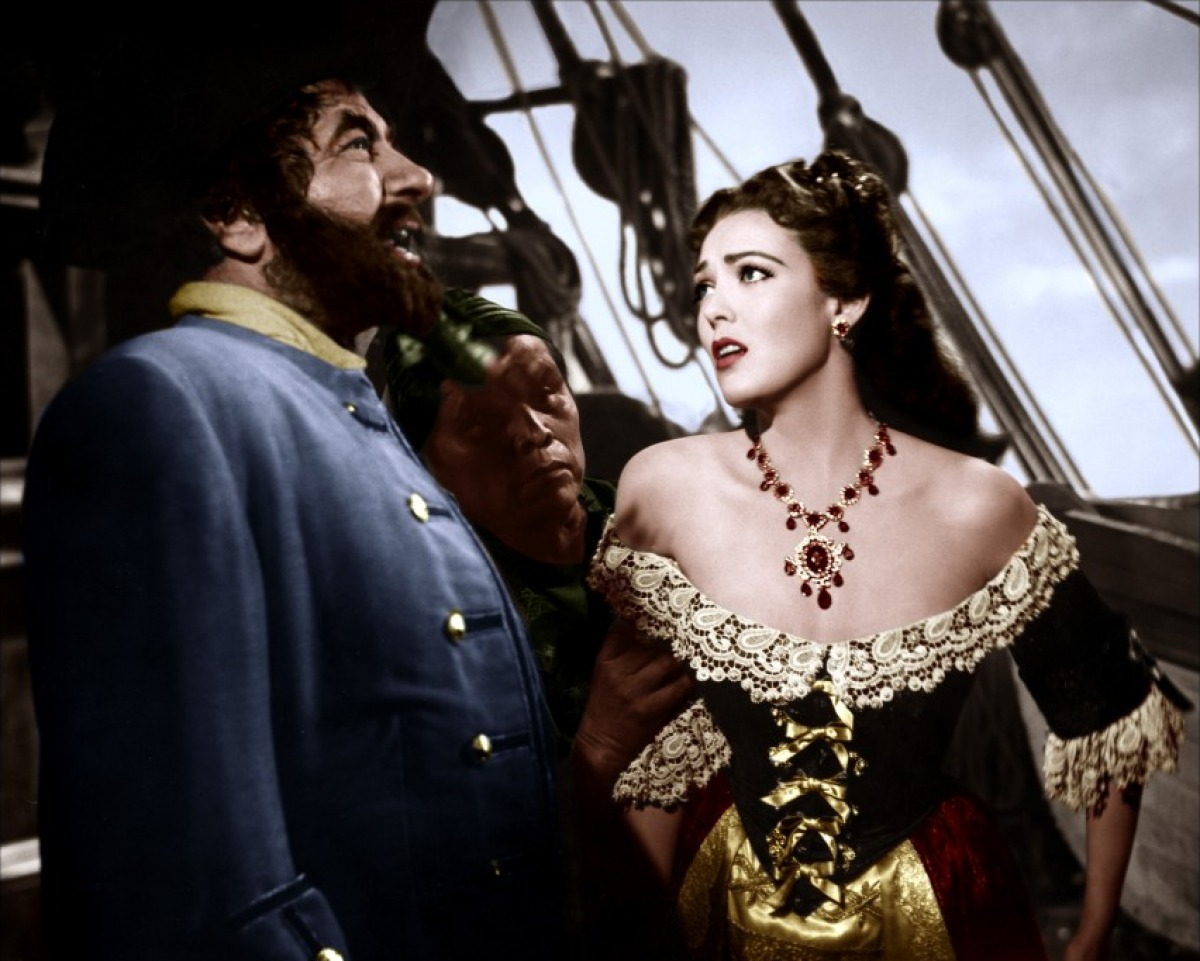
Linda Darnellová ve filmu Blackbeard, the Pirate (1952)

### Filmy
- 1939 Hotel for Women (režie Gregory Ratoff)
- 1939 Day-Time Wife (režie Gregory Ratoff)
- 1940 Zorro Mstitel (režie Rouben Mamoulian)
- 1940 Star Dust (režie Walter Lang)
- 1940 Chad Hanna (režie Henry King)
- 1940 Brigham Young (režie Henry Hathaway)
- 1941 Rise and Shine (režie Allan Dwan)
- 1941 Krev a písek (režie Rouben Mamoulian)
- 1942 The Loves of Edgar Allan Poe (režie Harry Lachman)
- 1943 Píseň o Bernadettě (režie Henry King)
- 1943 City Without Men (režie Sidney Salkow)
- 1944 Sweet and Low-Down (režie Archie Mayo)
- 1944 Summer Storm (režie Douglas Sirk)
- 1944 Stalo se zítra (režie René Clair)
- 1944 Buffalo Bill (režie William A. Wellamn)
- 1945 The Great John L. (režie Frank Tuttle)
- 1945 Padlý anděl (režie Otto Preminger)
- 1945 Náměstí kocoviny (režie John Brahm)
- 1946 Můj miláček Klementina (režie John Ford)
- 1946 Centennial Summer (režie Otto Preminger)
- 1946 Anna a král Siamu (režie John Cromwell)
- 1947 Věčná Ambra (režie John M. Stahl, Otto Preminger)
- 1948 The Walls of Jericho (režie John M. Stahl)
- 1948 Nevěrně tvá (režie Preston Sturges)
- 1949 Slattery's Hurricane (režie André De Toth)
- 1949 Everybody Does It (režie Edmund Goulding)
- 1949 Dopis třem manželkám (režie Joseph L. Mankiewicz)
- 1950 Two Flags West (režie Robert Wise)
- 1950 Není cesty ven (režie Joseph L. Mankiewicz)
- 1951 The Lady Pays Off (režie Douglas Sirk)
- 1951 The Guy Who Came Back (režie Joseph M. Newman)
- 1951 The 13th Letter (režie Otto Preminger)
- 1952 Saturday Island (režie Stuart Heisler)
- 1952 Night Without Sleep (režie Roy Ward Baker)
- 1952 Blackbeard, the Pirate (režie Raoul Walsh)
- 1953 Second Chance (režie Rudolph Maté)
- 1953 Donne proibite (režie Giuseppe Amato)
- 1954 This Is My Love (režie Stuart Heisler)
- 1955 Gli ultimi cinque minuti (režie Giuseppe Amato)
- 1956 Dakota Incident (režie Lewis R. Foster)
- 1957 Zero Hour! (režie Hall Bartlett)
- 1957 Homeward Borne (režie Arthur Hiller)
- 1963 El valle de las espadas (režie Javier Setó)
- 1965 Black Spurs (režie R.G. Springsteen)

### Seriály
- 1955 Hollywood Prewiew